# Sara Abi Kanaan
Sara Abi Kanaan es una actriz libanesa. Comenzó su carrera como actriz a los 11 años en la serie "Bent El Hay".

## Biografía
Es la primera actriz árabe nominada para ganar el premio iEmmys en 2018 y ganó el premio Murex D'or en dos ocasiones, la primera en 2013 en la categoría Actriz más prometedora por sus papeles en las series libanesas "Al Kinaa" y "Awwel Marra" y en la película libanesa" 24 Hours of Love ", mientras que la segunda vez fue en 2015 en la categoría Mejor Actriz de Reparto en las series panárabes "Laow", "Ittiham" e "Ishq El Nesaa". Luego fue nominada a Mejor Actriz en 2017 por su desempeño en las series libanesas "Kawalis Al Madina" y "Ossit Hob".
Estudió Ciencias de Laboratorio Médico y Farmacia.

## Filmografía

### Series de televisión
- Bent El Hay "Hoda".[11]
- Khotwit Hob "Asma".[12]
- Oyoun Al Amal "Maha".[13]
- Al Kinaa "Ibtisam".[14]
- Dúo Al Gharam "Joumana".[15][14]
- Awwel Marra "Tonia".[16][17]
- Ittiham "Soha".[18][19][20][21]
- Laow "Rasha".[22][23][24]
- Ishq El Nesaa "Sara".[25][26]
- Bent Al Shahbandar "Aaman".[27]
- Encimera Ossit "Mira".[28][29]
- Layleh Hamra (Sarkhit Rouh) "Zeina".[30][31]
- Kawalis Al Madina "Ola".[32]
- Al Shakikatan "Doha".[33][34]
- Thawrat AlFallahin "Foutoun".[35][36][37]
- Madraset El Hobb "Selena".[38]
- Sayf Bared "Sally".[39][40][41]
- Bel Alb "Diana".[42][43][44]

### Películas
- 24 Hours of Love "Claire".[45][46]

- JACIR "Seema".[47]
- A star in the desert "Fatimeh".[48][49][50]

## Premios y nominaciones
- 2013, ganó el premio a la 'Mejor Actriz Prometedora' en el Murex d'Or.[51][52]
- 2015, fue presentadora del primer "Asian World Film Festival" que tuvo lugar en Los Ángeles, California.[53]
- 2015, ganó el premio a la 'Mejor Actriz de Reparto' en Murex d'Or.[54]
- 2017, nominada al premio 'Mejor actriz principal' en Murex d'Or .[55][56]
- 2017, fue elegida por la Academia iEmmys como la jurado libanesa más joven y única en las rondas de semifinales de los premios que tuvieron lugar en Abu Dhabi.[57][58][59]
- 2018, presentó el cuarto "Asian World Film Festival" realizado en Los Ángeles, California[60][61][62][63]
- 2018, fue nominada para ganar el premio iEmmys después de haber sido clasificada a la ronda final del concurso Young Creatives Award organizado por la academia iEmmys.[64][65][66]